# Васильєвка (Усть-Калманський район)
Васи́льєвка (рос. Васильевка) — селище у складі Усть-Калманського району Алтайського краю, Росія. Входить до складу Михайловської сільської ради.

## Населення
Населення — 90 осіб (2010; 155 у 2002).
Національний склад (станом на 2002 рік):
- росіяни — 97 %